# Jurová
Jurová este o comună slovacă, aflată în districtul Dunajská Streda din regiunea Trnava. Localitatea se află la altitudinea de 116 m deasupra n.m., se întinde pe o suprafață de 10,73 km2 și în 2017 număra 463 de locuitori.

## Istoric
Localitatea Jurová este atestată documentar din 1253.

## Demografie
| An:                | 1994 | 2004   | 2014    | 2024   |
| ------------------ | ---- | ------ | ------- | ------ |
| Număr de persoane: | 435  | 433    | 497     | 482    |
| Diferență:         |      | −0,45% | +14,78% | −3,01% |

| An:                | 2023 | 2024 |
| ------------------ | ---- | ---- |
| Număr de persoane: | 482  | 482  |
| Diferență:         |      | +0%  |